# Lomaso
Lomaso (Lomàs in dialetto trentino) è un ex comune sparso della provincia di Trento, confluito dal 1º gennaio 2010, fondendosi con il comune di Bleggio Inferiore in seguito a referendum, nel comune di Comano Terme. Il suo territorio comprendeva le località di Campo Lomaso (che ne era il capoluogo), Vigo Lomaso, Comano, Poia, Godenzo, Dasindo e Lundo, oggi frazioni di Comano Terme.

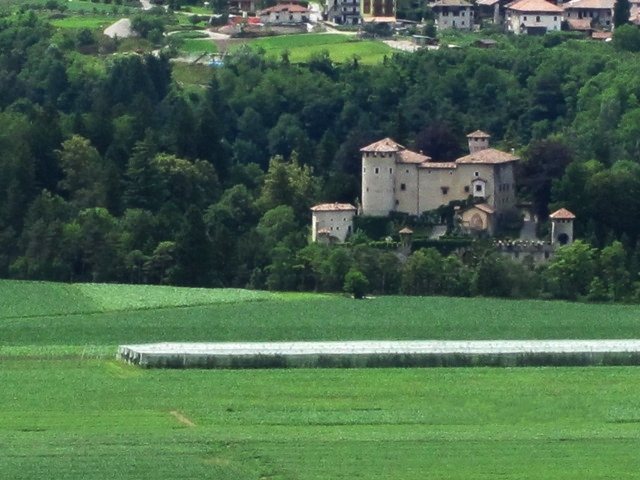
Veduta del Castel Campo: un tempo qui c'erano i confini fra i comuni (soppressi) di Lomaso e Bleggio Inferiore con quello di Fiavé. In primo piano le coltivazioni di mais tipici della Piana del Lomaso; mentre sullo sfondo il paesino di Bono, nel Bleggio Inferiore.

## Storia
Il comune è stato costituito nell'anno 1928 coi territori dei soppressi comuni di Campo, Comano, Fiavé, Lundo e Stumiaga. La circoscrizione territoriale è stata modificata nel 1952 col distacco di territori per la ricostituzione del comune di Fiavé comprendendo anche i territori dell'ex comune di Stumiaga.
Negli anni Duemila è maturata l'intenzione delle due amministrazioni comunali di Lomaso e Bleggio Inferiore di fondersi per formare un nuovo comune. Primi frutti di questa unione furono l'unificazione delle due scuole elementari a Campo Lomaso, la gestione dell'asilo nido e delle tasse. Nel 2004 venne fondata l'Unione dei Comuni di Bleggio Inferiore e Lomaso che aveva lo scopo di promuovere e velocizzare il processo di unione e che portò ad un referendum consultivo tenutosi in data 27 settembre 2009 per la costituzione del nuovo Comune Unico di Comano Terme. L'esito referendario fu favorevole al progetto di unificazione dei due Comuni. Il 1º gennaio 2010 infine, mediante la fusione con il comune di Bleggio Inferiore seguita a referendum abrogativo, il comune di Lomaso cessa la sua attività dando origine al nuovo comune di Comano Terme.

### Simboli
Lo stemma era stato adottato con delibera municipale n. 3806 del 16 novembre 1929 e concesso assieme al gonfalone con regio decreto del 22 agosto 1930.
La fascia orizzontale azzurra in campo giallo oro ricorda l'antico dominio sul territorio di Lomaso dei signori di Castel Campo. La corona di alloro è un omaggio al poeta Giovanni Prati, che qui nacque e visse in gioventù.
La fiamma rossa con 9 cime ricorda l'esistenza nel territorio delle antiche terme di Comano le cui calde acque termali hanno una temperatura costante di 27 gradi centigradi.
L'antico stemma antico relativo ai comuni di Campo e di Dasindo, presente sulla chiesa dell'Assunta a Dasindo, rappresenta sei covoni di frumento intrecciati per Campo (simbolo del "campo" cerealicolo) e di due ramoscelli intrecciati a un cartiglio per Dasindo.
Il gonfalone era un drappo di colore azzurro, riccamente ornato di ricami d'argento.

## Società

### Evoluzione demografica
Abitanti censiti